# Castelli della provincia di Mantova
I castelli della provincia di Mantova, molti dei quali distrutti, testimoniano l'importanza strategica che questo territorio ebbe nei secoli. I primi a costruire edifici fortificati furono i Romani, che edificarono i loro castrum nell'area pianeggiante.
Nei secoli successivi si avvicendarono sul territorio lotte tra Guelfi e Ghibellini, passaggi di eserciti, cambi dei confini, con i conseguenti assalti, assedi, distruzione dei castelli e successive ricostruzioni. I Bonacolsi prima e successivamente i Gonzaga con i loro valenti architetti (tra i quali Giovanni da Padova, Lorenzo Leonbruno e Alessio Beccaguto), hanno lasciato un segno indelebile nella storia dell'architettura militare mantovana.
Quando l'importanza difensiva dei castelli venne meno furono trasformati in residenze nobiliari, ampliati e arricchiti con loggiati, affreschi e arredi lussuosi.

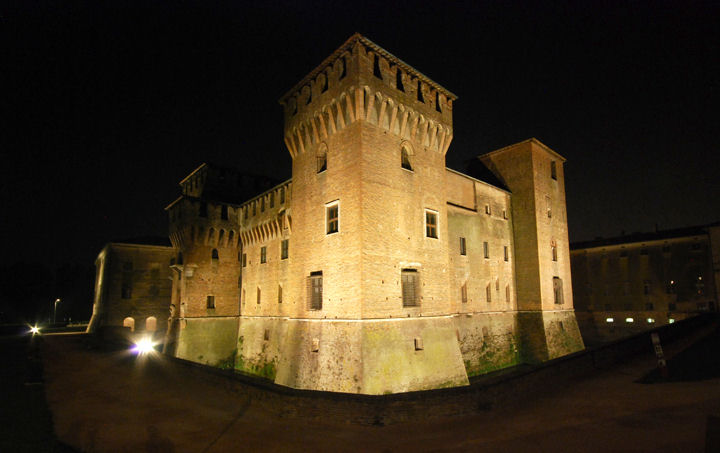
Mantova, Castello di San Giorgio

## Tipologia
Il materiale impiegato principalmente per la costruzione è il laterizio, con inserti in pietra per le parti che dovevano risultare più robuste o decorative. Il mattone pieno, costruito in loco con l'argilla di cui vi è grande abbondanza, produceva mura che, se di ampio spessore, risultavano molto solide.
I castelli presentano tratti similari: pianta squadrata, cortile interno, torri anche rotonde negli angoli, fossato con acqua e relativo ponte levatoio. Sono stati quelli più modificati per adattarli all'uso residenziale, cosa che ha comportato a volte la costruzione di annessi agricoli, l'abbattimento di torri o il riempimento del fossato.

## Castelli a difesa di Mantova
- Castello di San Giorgio
- Castello di Bosco Fontana

## Castelli a difesa dei confini a nord

Castello di Volta Mantovana

- Castello di Castellaro Lagusello
- Castello di Cerlongo
- Castello di Goito
- Castello di Marmirolo
- Castello di Monzambano
- Castello di Ponti sul Mincio
- Castello di Volta Mantovana

## Castelli a difesa dei confini ad est

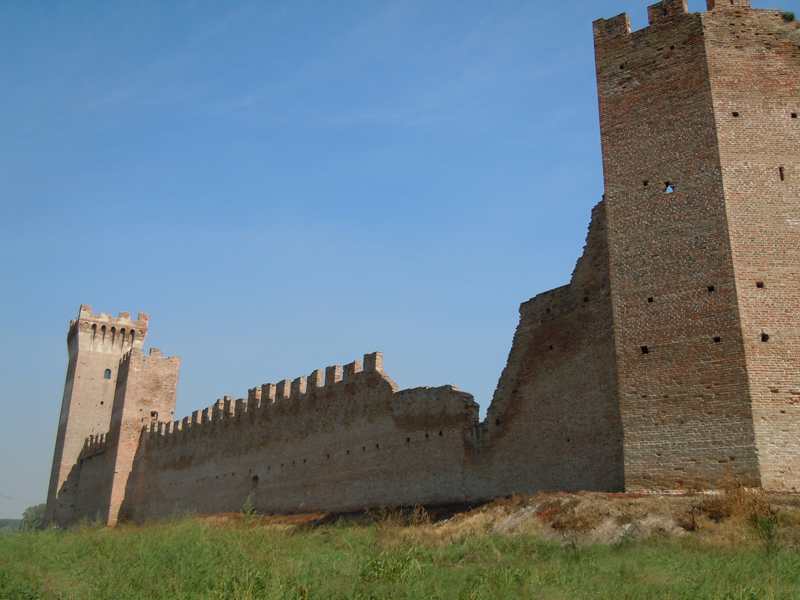
Castello di Villimpenta

- Castello di Casale
- Castello di Castelbelforte
- Castello di Castel d'Ario
- Castello di Castiglione Mantovano
- Castello di Governolo
- Castello di Ostiglia
- Castello di Villimpenta

## Castelli a difesa dei confini a sud

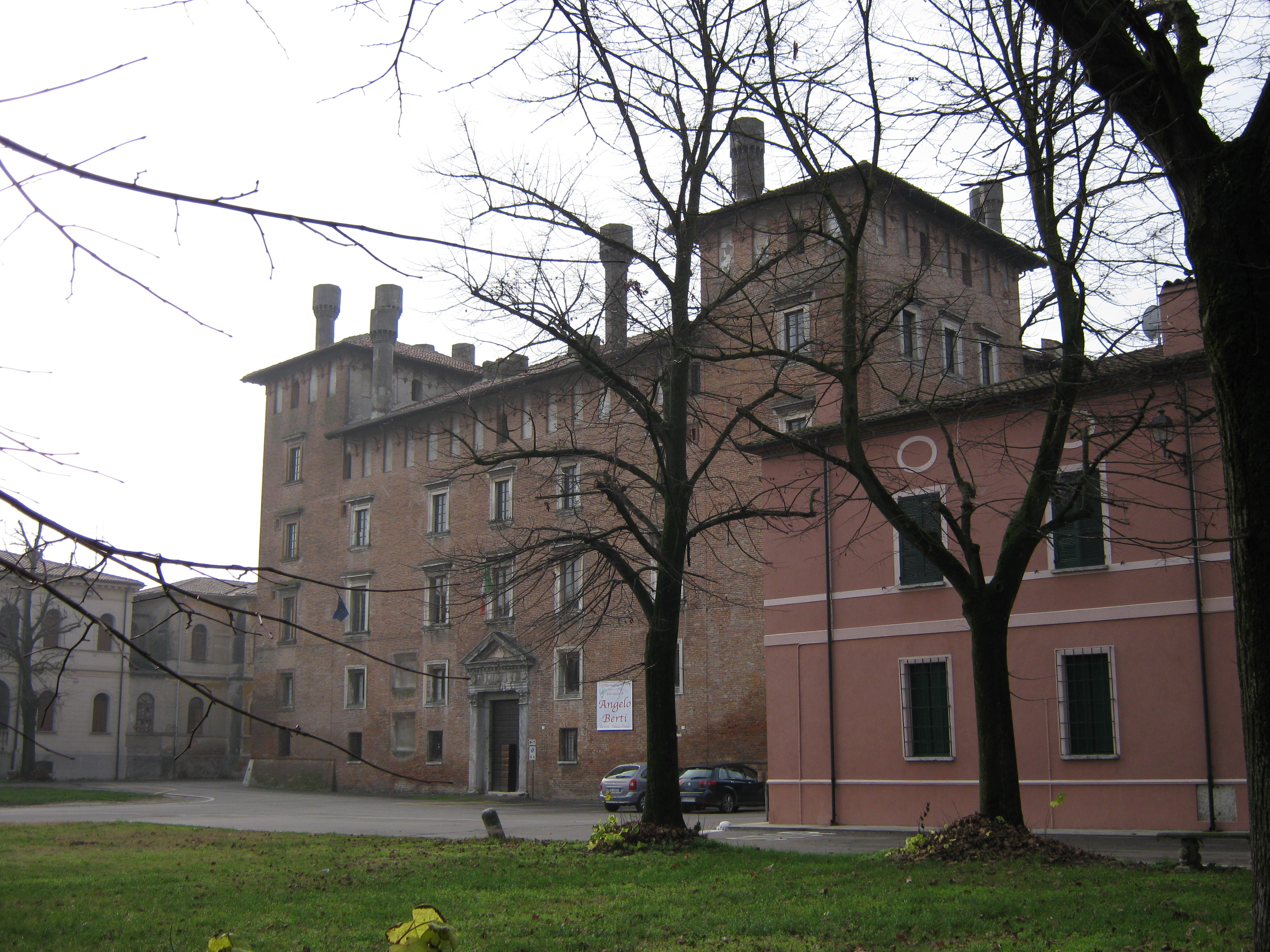
Castello di Revere

- Castello di Correggio Micheli
- Castello di Gazzuolo
- Castello di Gonzaga
- Castello di Nuvolato
- Castello di Pomponesco
- Castello di Quistello
- Castello di Revere
- Castello di Sermide
- Castello di Serravalle a Po
- Castello di Suzzara

## Castelli a difesa dei confini a sud-ovest

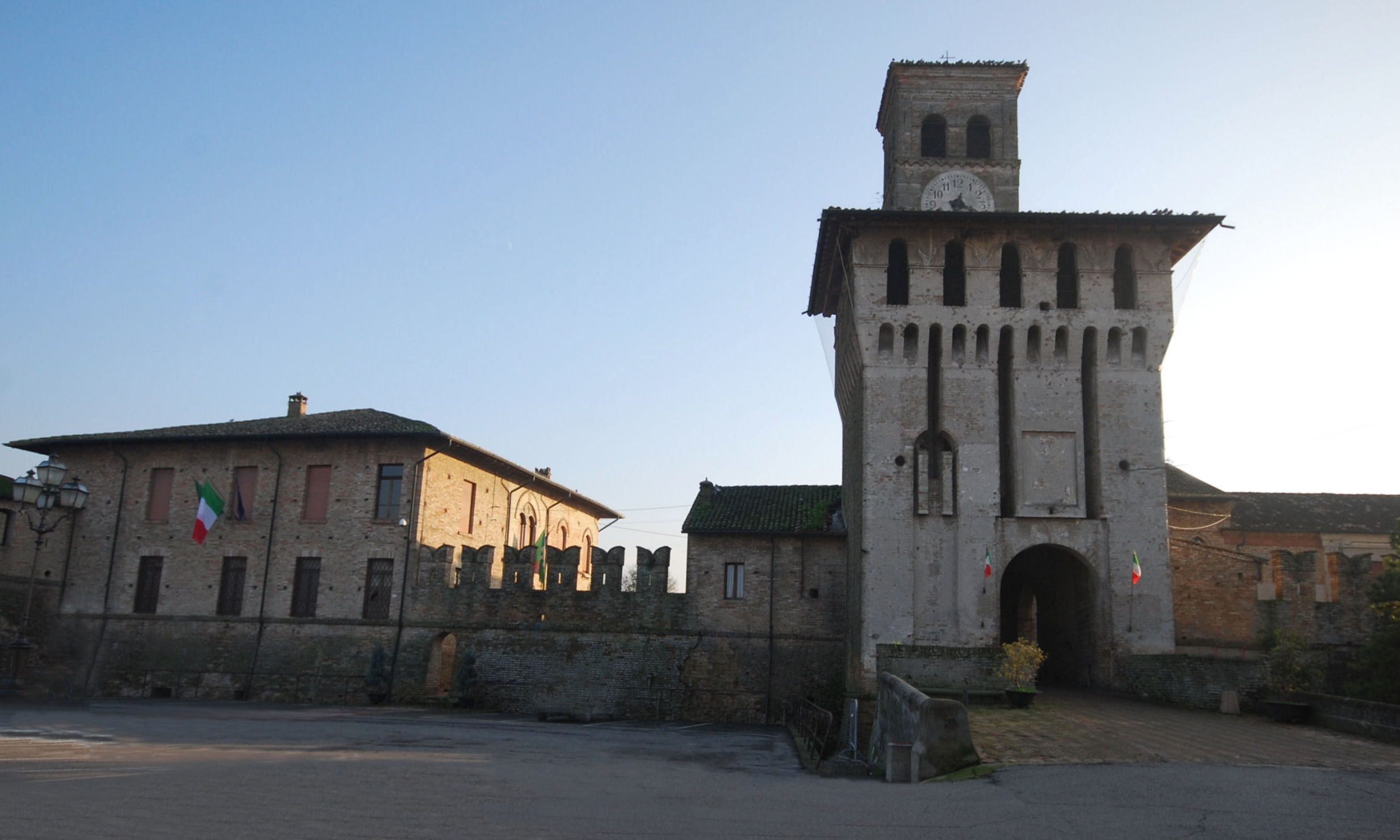
Castello di Redondesco

- Castello di Asola
- Castello di Bozzolo
- Castello di Canneto sull'Oglio
- Castello di Castellucchio
- Castello di Marcaria
- Castello di Mariana Mantovana
- Castello di Mosio
- Castello di Redondesco
- Castello di Rodigo
- Castello di Rivarolo Mantovano
- Castello di Sabbioneta
- Castello di Viadana

## Castelli a difesa dei confini a ovest
- Castello di Casaloldo
- Castello di Casalmoro
- Castello di Castel Goffredo

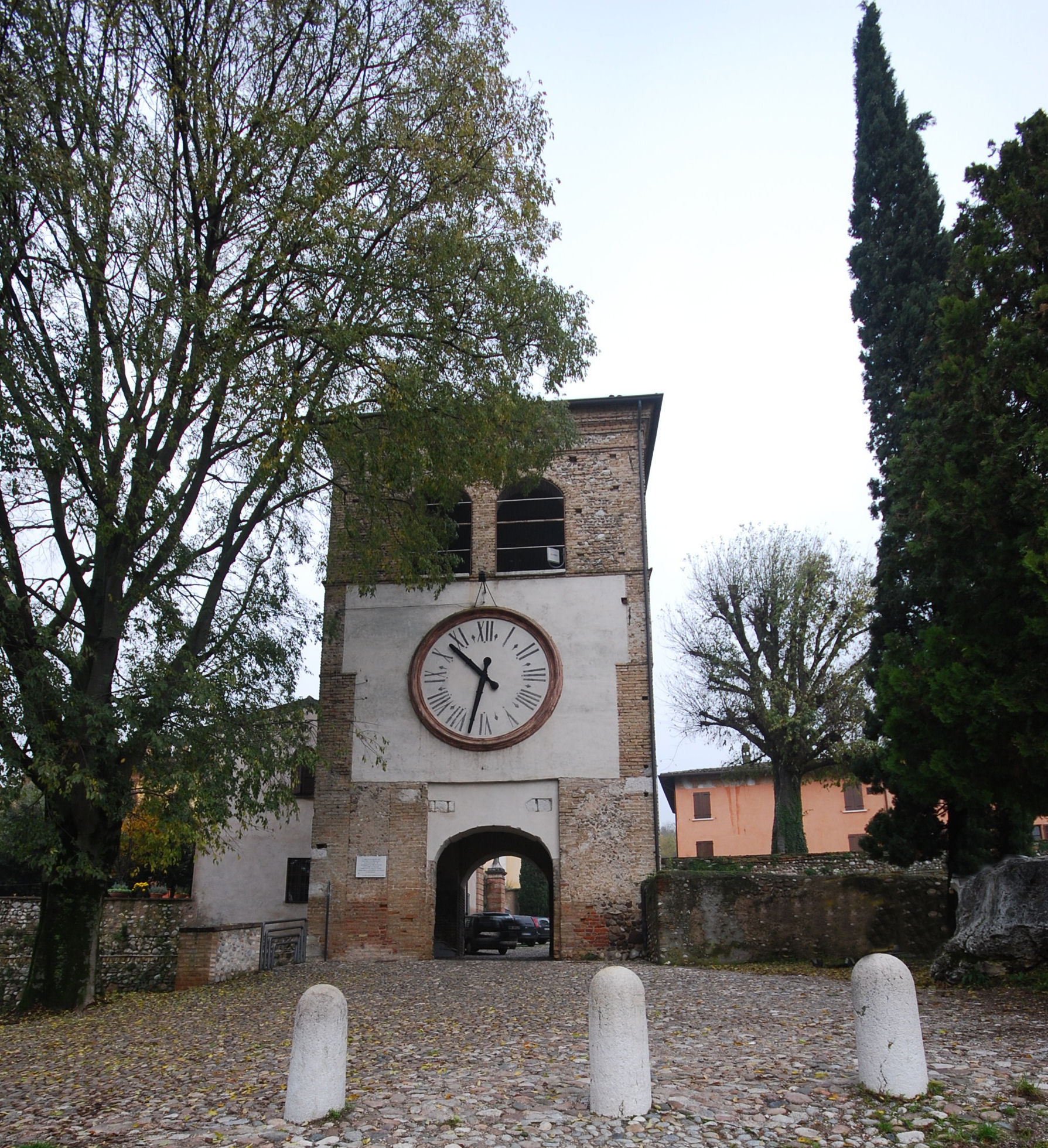
Castello di Castiglione delle Stiviere

- Castello di Castiglione delle Stiviere
- Castello di Cavriana
- Castello di Ceresara
- Castello di Medole
- Castello di Piubega
- Castello di Rivalta sul Mincio
- Castello di Solferino